# Олійник Вадим Анатолійович (футболіст)
Вадим Анатолійович Олійник (нар. 10 вересня 1968) — радянський та український футболіст, захисник та півзахисник.

## Життєпис
Футбольну кар'єру розпочав 1985 році в аматорській команді при заводі ім. Карла Лібкнехта в Дніпропетроську. Наступного року отримав запрошення від найсильнішої команди міста — «Дніпра». Проте через величезну конкуренцію в першій команді шансу проявити себе не отримав, програв Вадим Олійник конкуренцію й у дублюючому складі, зігравшт того сезону лише 2 поєдинки в першості дублерів. З 1987 по 1988 рік проходив військову службу. Після демобілізації відіграв ще один рік у складі команди при заводі ім. Карла Лібкнехта (колишня назва Нижньодніпровського трубопрокатного заводу). У 1990 році перейшов до аматорського клубу «Авангард» (Жовті Води).
У 1992 році перейшов до «Авангарду» (Орджонікідзе), в якому виступав у чемпіонаті Дніпропетровської області. По ходу сезону прийняв пропозицію «Металурга». Дебютував за нікопольський клуб 16 лютого 1992 року в програному (1:2) домашньому поєдинку 1/32 фіналу кубку України проти житомирського «Полісся». Олійник вийшов на поле в стартовому складі та відіграв увесь матч. У Першій лізі дебютував за «Металург» 14 березня 1992 року в переможному (3:0) домашньому поєдинку 1-о туру підгрупи 2 проти полтавської «Ворскли». Олійник вийшов на поле в стартовому складі та відіграв увесь матч, а на 57-й хвилині відзначився дебютним голом за «Металургів». За підсумками сезону допоміг своєму клубі фінішувати на 2-у місці в підгрупі 2, проте у класі нікопольці не підвищилися. У сезоні 1994/95 років допоміг «Металургу» завоювати бронзові нагороди чемпіонату, проте до Вищої ліги «Металург» не потрапив (лише дві найсильніші команди чемпіонату отримали можливість підвищитися в класі). Рекордсмен Першої ліги за кількістю зіграних матчів — 383. За підсумками сезону 2001/02 років «Електрометалург» посів 16-е місце в Першій лізі й опустився в Другу лігу. У третьому за силою дивізіоні Вадим  провів два з половиною сезони, допоміг команді виграти срібні (2003/04) та бронзові (2002/03) медалі першості. Востаннє футболку «електрометалургів» одягав 31 липня 2004 року в програному (1:2) домашньому поєдинку 2-о туру групи Б Другої ліги проти мелітопольського «Олкома». Олійник вийшов на поле на 67-й хвилині, замінивши Олександра Діденка. Загалом же в складі «Електрометалурга» в Першій та Другій лігах чемпіонату України зіграв 431 матч (70 забитих м'ячей), ще 26 матчів провів у кубку України.
З 2005 по 2006 рік знову виступав за «Авангарду» (Орджонікідзе) у чемпіонаті Дніпропетровської області. У 2007 році повернувся до «Електромталурга-НЗФ», в якому протягом двох сезонів виступав в аматорському чемпіонаті України. По завершенні сезону 2008 року закінчив футбольну кар'єру.